# Закон послідовності напластування
Закон послідовності напластування (рос. закон последовательности напластования, англ. law of superposition, нім. das Gesetz n der Anlagerungsreihenfolge f) — у геології — правило, за яким молодші осадові гірські породи залягають вище ніж давніші.